# Галашки
Гала́шки (ингуш. Галашке) — село в Сунженском районе Республики Ингушетия.
Образует муниципальное образование сельское поселение Галашки как единственный населённый пункт в его составе.

## География

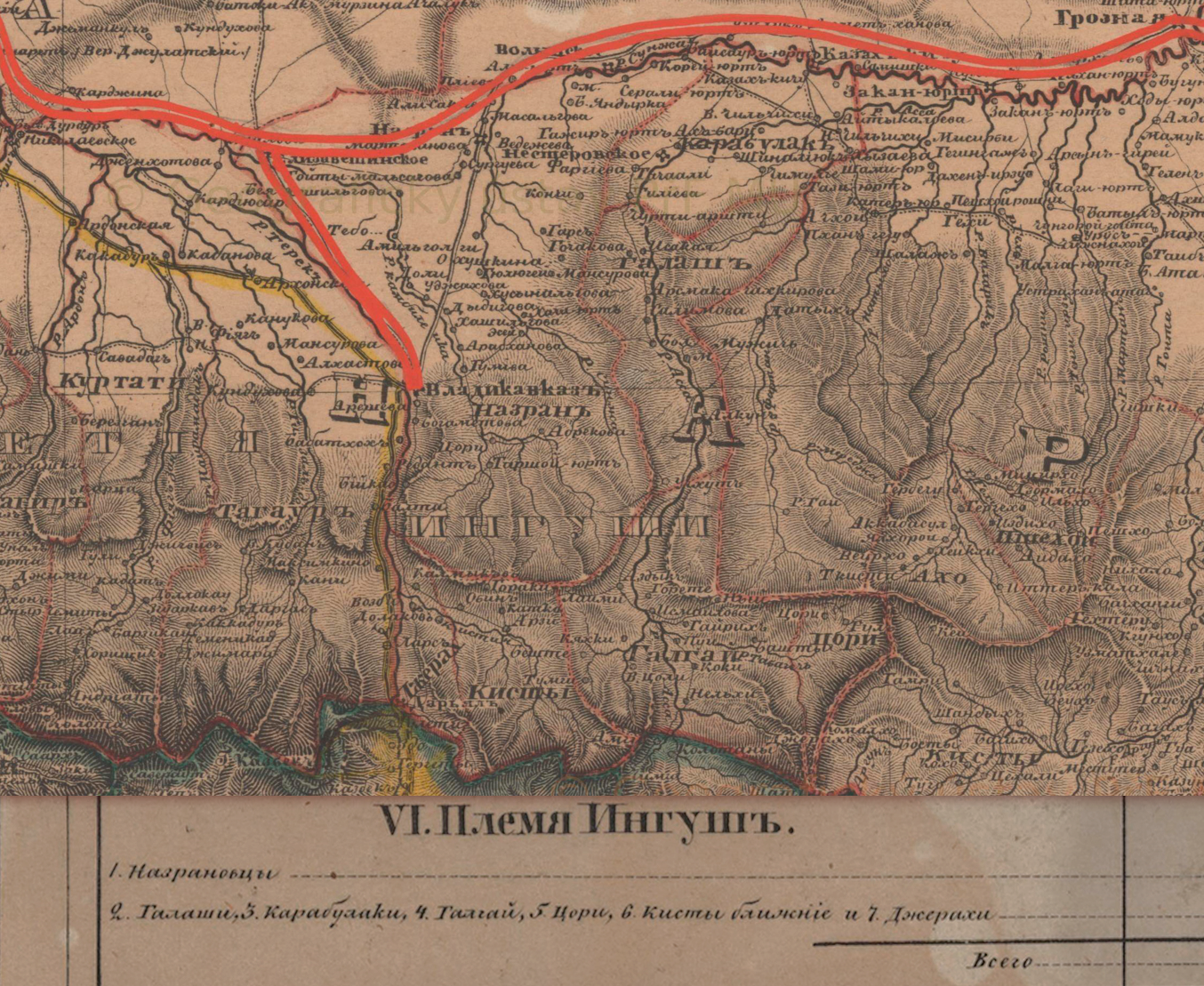
Галашки на карте на карте Кавказского края 1842 года

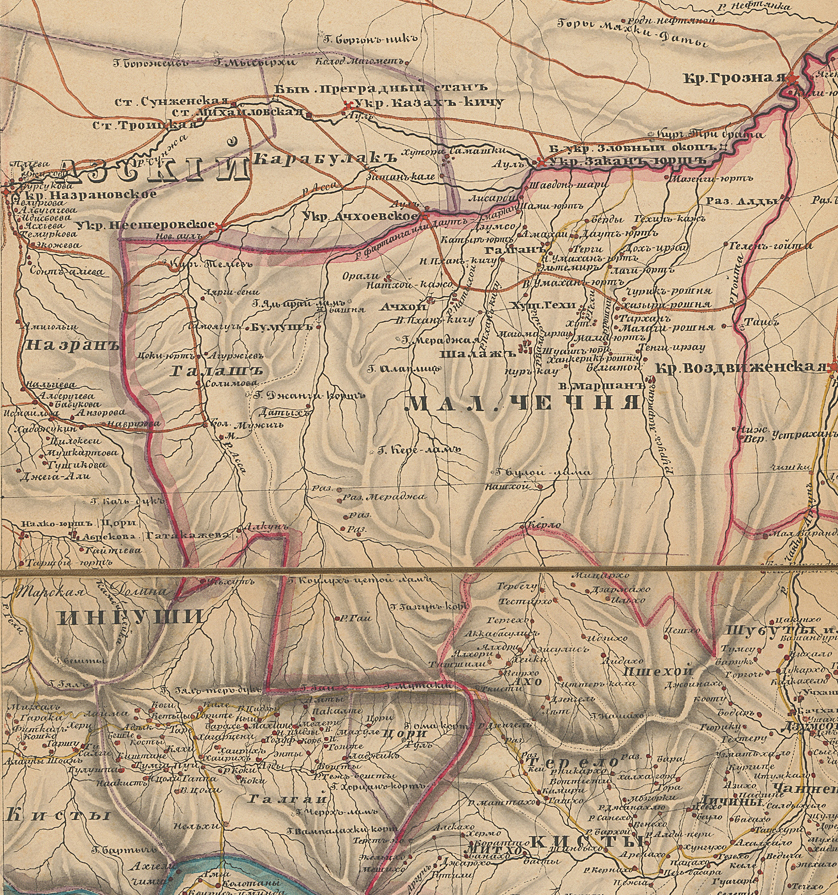
Галашки на карте на карте Кавказской области 1847 года

Село расположено на левом берегу реки Асса, в 30 км к юго-западу от районного центра — город Сунжа и в 32 км к юго-востоку от города Магас (по дороге).
Ближайшие населённые пункты: на севере — село Алхасты, на северо-востоке — село Даттых, на юге — село Мужичи и на юго-западе — село Комгарон.

## История
Название села Галашки объясняют как «место крепости» или «к галаям». Его основали представители тайпа Галай, переселившиеся из Галанчожа. В честь села названо галашевское общество (галашевцы). Современные исследователи рассматривают галашевцев как одно из ингушских обществ.
Весной 1859 года жители разорённых аулов на Ассе и Фортанге, в том числе селения Галашки, царской администрацией расселялись в укрупнённых плоскостных сёлах Ингушетии. На месте селения Галашки была заложена станица Галашевская, а земля отдана казакам. Земли и лес оставались собственностью Терского казачьего войска до 1918 года. Вплоть до этого периода с 1880-х гг. землю в Галашках у казаков брали в аренду горцы Хамхинского и Цоринского обществ.
Во время Гражданской войны, сел. Галашки являлось центром повстанческого движения в Ингушетии.
В 1944 году, после депортации чеченцев и ингушей в Казахстан и Среднюю Азию и упразднения Чечено-Ингушской АССР, как и одноимённый район (Галашкинский) село было переименовано в Первомайское.
В 1977 году указом Президиума ВС РСФСР селу Первомайское было возвращено его прежнее название — Галашки.

## Население
| 1926  | 2002  | 2006  | 2007  | 2008  | 2009  | 2010  |
| ----- | ----- | ----- | ----- | ----- | ----- | ----- |
| 1824  | ↗6279 | ↗6544 | ↗6605 | ↗6675 | ↗6775 | ↘6662 |
| 2011  | 2012  | 2013  | 2014  | 2015  | 2016  | 2017  |
| ↗6670 | ↗6803 | ↗6887 | ↗7053 | ↗7152 | ↗7153 | ↗7174 |
| 2018  | 2019  | 2020  | 2021  | 2023  | 2024  | 2025  |
| ↗7290 | ↗7365 | ↗7448 | ↘7285 | ↗7345 | ↗7412 | ↗7493 |

Национальный состав
По данным Всероссийской переписи населения 2010 года:
| № | Национальность | Численность, чел. | Доля    |
| - | -------------- | ----------------- | ------- |
| 1 | ингуши         | 6597              | 99,02 % |
| 2 | другие         | 65                | 0,98 %  |